# Rhaphidostegium variegatum
Rhaphidostegium variegatum là một loài rêu trong họ Sematophyllaceae. Loài này được (Welw. & Duby) A. Gepp mô tả khoa học đầu tiên năm 1901.